# Гнилиця (Куп'янський район)
Гнили́ця — село в Україні, у Великобурлуцькій селищній громаді Куп'янського району Харківської області. Населення становить 718 осіб. До 2020 року орган місцевого самоврядування — Гнилицька сільська рада.

## Географія
Село Гнилиця знаходиться на березі річки Гнилиця, вище за течією примикає село Гнилиця Перша, нижче — село Зелений Гай.

## Історія
Поселення вперше згадується у 1719 році.
Поблизу села Гнилиця виявлені поселення пізньої бронзи (І тис. до н. е.) та Салтівської культури (VIII-Х ст. н. е.).
У 1185 році через землі нинішнього Великобурлуцького району йшла рать Ігоря Святославовича і на території сьогоднішньої Гнилиці розбила передовий загін половців. Даний історичний факт є сторінкою світового шедевра «Слово о полку Ігоревім».
1750 рік — дата заснування.
12 червня 2020 року, відповідно до розпорядження Кабінету Міністрів України № 725-р «Про визначення адміністративних центрів та затвердження територій територіальних громад Харківської області», увійшло до складу Великобурлуцької селищної громади.
19 липня 2020 року, в результаті адміністративно-територіальної реформи та ліквідації Великобурлуцького району, село увійшло до складу Куп'янського району Харківської області.
24 лютого 2022 року почалася російська окупація села.
11 вересня 2022 року Збройні Сил України в ході Харківської контрнаступальної операції звільнили від російських окупантів населені пункти Великобурлуцької селищної територіальної громади.

## Населення
Згідно з переписом УРСР 1989 року чисельність наявного населення села становила 1219 осіб, з яких 550 чоловіків та 669 жінок.
За переписом населення України 2001 року в селі мешкало 725 осіб.

### Мова
Розподіл населення за рідною мовою за даними перепису 2001 року:
| Мова       | Відсоток |
| ---------- | -------- |
| українська | 95,40 %  |
| російська  | 4,04 %   |
| білоруська | 0,42 %   |

## Економіка
На території Гнилицької сільської ради діє декілька сільськогосподарських підприємств. Найбільшим серед приватних та фермерських господарств є СФГ «ЛАН». Основні напрямки роботи: вирощування зернових, кукурудзи, соняшнику.

## Об'єкти соціальної сфери
- Дошкільна установа «Теремок» при Гнилицькій сільській раді. Знаходиться в приміщенні школи.
- ЗОШ І-ІІІ ст.
- Клуб з бібліотекою.
- ФАП.
- Поштове відділення.
- 4 магазини.

## Пам'ятки
- Гідрологічний заказник місцевого значення «Гнилицький». Площа 175,8 га.
- Покровська церква. Кам'яна будівля зведена та освячена в 1812 році. Дзвіниця не збереглась. Церква потребує відновлення, також в ній проводяться нерегулярні богослужіння[10].